# Франтишек Јанда-Сук
Франтишек Јанда-Сук (чеш. František Janda-Suk; Пострижин, 25. март 1878 — Праг, 23. јун 1955) је био чешки атлетичар који се такмичио за Бохемију на Олимпијским играма 1900. и 1912, а за Чехословачку 1924.
На Играма 1900. одржаним у Паризу, освојио је сребрну медаљу у бацању диска (35,04) и постао први чешки спортиста који је освојио олимпијску медаљу. 
Био је први модерни спортиста који је приликом бацања диска користио технику да баци диск, док ротира цело тело. Ову технику је открио проучавајући положаја тела чувене Миронове статуе Дискоболоса. После само годину дана развоја ове технике освојио је олимпијско сребро.
На Олимпијским играма 1912. у Стокхолму у бацању кугле био је 15. (11,15), а у бацању диска 17. (38,31).
Јанда-Сук учествује у бацању диска и на Играма 1924. у Паризу, али пролази незапажено. Освојио је 29. место (34,08) од 32 такмичара.